# Scleria natalensis
Scleria natalensis är en halvgräsart som beskrevs av Johann Otto Boeckeler och Charles Baron Clarke. Scleria natalensis ingår i släktet Scleria och familjen halvgräs. Inga underarter finns listade i Catalogue of Life.